# Герман Рігеле
Герман Рігеле (нім. Hermann Rigele; 16 вересня 1891, Сараєво — 18 жовтня 1982, Відень) — австро-угорський і німецький офіцер-підводник, фрегаттен-капітан крігсмаріне. Кавалер лицарського хреста Військового ордена Марії Терезії.

## Біографія
На флот Австро-Угорщини Герман пішов добровольцем у в 18-річному віці, вибравши кар'єру морського офіцера. У червні 1915 року Рігеле призначений 2-м вахтовим офіцером на підводному човні U-11, на якому залишався до кінця 1916 року. Човен зробив свій перший бойовий похід з німецьким екіпажем і під керівництвом Гайно фон Гаймбурга. 10 липня 1915 року, коли на підводному човні 2-м вахтовим офіцером вже служив Рігеле, фон Гаймбург здобув перемогу: біля Венеції він потопив італійський підводний човен Medusa. Надалі U-11 прийняв австрійський екіпаж, але до кінця війни більше ні чим не відзначився. З 10 грудня 1916 по 11 червня 1917 року — командир човна U-10, з 12 червня по 22 листопада 1917 року — U-17, з 29 листопада 1917 по 11 березня 1918 року — U-20.
З 11 березня по 31 жовтня 1918 року — командир U-31. 7 липня 1918 року потопив італійський вітрильник Giuseppino Padre водотоннажністю 67 тонн, який перевозив 78 тонн родзинок і 40 бочок каніфолі. 2 жовтня 1918 року човен перебував на позиції біля узбережжя Албанії, прикриваючи евакуацію австрійських військ. У районі порту Дураццо, човен в останнє в історії Австро-Угорського флоту вийшов в атаку на ворожий корабель: йому вдалося торпедувати англійський легкий крейсер «Веймут» водотоннажністю 5 250 тонн. Вибухом торпеди кораблю майже відірвало корму, загинули 4 члени екіпажу, але корабель залишився на плаву і був відбуксирований в Бриндізі для ремонту. U-31 повернулася в Каттаро 26 жовтня 1918 року.
Після початку Другої світової війни Рігеле вирішив продовжити службу на флоті і запропонував свої послуги крігсмаріне. У серпні-вересні 1940 року виконував обов'язки командира-інструктора 21-ї навчальної флотилії в Піллау. У вересні призначений спостерігачем за ремонтом голландського човна HNLMS О-8, захопленого німцями. 21 листопада човен був прийнятий в експлуатацію як UD-1 і Рігеле став його першим німецьким командиром. Субмарина була включена до складу 1-ї навчальної флотилії в Кілі. Ригелі командував UD-1 до 3 травня 1941 року, коли його знову призначили на інший голландський човен HNLMS O 25, який проходив ремонт на німецькій верфі. 8 червня човен вступив в дію як UD-3 і Рігеле знову став першим німецьким командиром. До осені 1942 року UD-3 не покидала Балтику, маючи статус «випробувального човна». У вересні UD-3 перевели в 10-у бойову флотилію. В море 51-річний Рігеле був відправлений лише в жовтні: з 3 по 22 жовтня UD-3 здійснив перехід до Франції.
В листопаді-грудні UD-3 перебував у морі: його завданням було поповнення запасів палива і торпед на інших німецьких підводних човнах. Від Германа Рігеле не очікували успіхів, але тим не менше він зумів потопити біля скелі Святого Павла норвезький торговий теплохід Indra (5 041 брт), який здійснював перехід з Кейптауна в Нью-Йорк з вантажем (2 820 тонн хромової руди). 25 листопада 1942 року о 15:01 U-159 під командуванням Гельмута Вітте виявив «Індру», який йшов без супроводу. U-159 плив на зустріч з UD-3, щоб отримати торпеди, оскільки всі були використані човном в районі його патрулювання біля берегів Південної Африки. Вітте повідомляв про помічене судно і зберіг контакт з ним протягом 24 годин, залишаючись непоміченим. 26 листопада 1942 року о 17:35 Рігеле атакував «Індру» двома торпедами, одна з яких потрапила в носову частину судна, зробивши велику пробоїну. «Індра» почав повільно сідати носом у воду, і екіпаж покинув його, за винятком радиста, який за наказом капітана почав передачу сигналу лиха. Радіопередача тривала 8 хвилин, після чого, не отримавши ніякого відгуку, радист також залишив судно. О 17:50 Рігеле випустив ще одну парогазову торпеду G7e — норвежці, які перебували в шлюпках, помітили її рух по бульбашковому сліду — але вона пройшла нижче кіля судна. О 18:48 човен знову атакували і влучили: «Індра» швидко затонув. Через деякий час на поверхні з'явилися 2 підводні човни, які норвежці впізнали як німецьку і італійську (трохи меншого розміру). Насправді, за «італійця» моряки прийняли UD-3, а німецьким був U-159. Рігеле наблизився до шлюпок, щоб опитати моряків про їх судно, вантаж і маршрут. Допитуючи капітана Томаса Ноклінга на поганій англійській, Рігеле запропонував йому повернутися в Норвегію на борту його субмарини, оскільки збирався туди. Норвежець відмовився, і насильно переміщати на борт підводного човна його не стали. Однією з причин цього була необхідність в передачі торпед на борт U-159, тому Рігеле відпустив шлюпки геть. 30 листопада норвежці були підібрані британським судном, яке доставило їх на Тринідад. Ніхто з екіпажу «Індри» не загинув. Рігеле ж, передавши торпеди на човен Вітте, продовжив похід. Запас палива пізніше йому вдалося поповнити з підводного танкера U-462. 7 січня 1943 року UD-3 повернувся у Лор'ян.
Човен провів у Франції місяць, після чого вийшов в море для здійснення переходу до Німеччини і 26 лютого прибув в Берген, 3 березня — в Готенгафен. Після його приходу на Балтику, було прийнято рішення більше не використовувати човен в бойових діях. На UD-3 Герман Рігеле зробив 3 бойових патрулювання, провівши в морі 103 дні. Потім UD-3 була приписана до Центру дослідження протичовнової зброї, де виконувала свої функції до 13 жовтня 1943 року, коли була виключена зі списків флоту після ушкоджень, отриманих під час повітряного нальоту союзників на Кіль. Рігеле був призначений командиром бази підводних човнів у Кілі, обов'язки якого виконував до квітня 1944 року. Потім очолив 32-у навчальну флотилію підводних човнів у Кенігсбергу, яка в 1945 році була перебазований в Гамбург. З березня 1945 року — комендант порту Трієста. 2 травня 1945 року взятий в полон. 16 лютого 1946 року звільнений.

## Звання
- Кадет (1 липня 1909)
- Морський фенріх (1 липня 1911)
- Лейтенант фрегата (1 травня 1912)
- Лейтенант лінкора (1 травня 1916)
- Корветтен-капітан у відставці (7 жовтня 1939)
- Капітан-лейтенант до розпорядження (1 серпня 1940)
- Корветтен-капітан до розпорядження (1 квітня 1941)
- Фрегаттен-капітан до розпорядження (1 вересня 1942)

## Нагороди
- Хрест «За військові заслуги» (Австро-Угорщина) 3-го класу з військовою відзнакою (червень 1915)
- Залізний Хрест
  - 2-го класу (11 грудня 1915)
  - 1-го класу
- Медаль «За військові заслуги» (Австро-Угорщина)
  - бронзова з мечами (26 лютого 1916)
  - срібна змечами (19 жовтня 1917)
- Орден Леопольда (Австрія), лицарський хрест з військовою відзнакою і мечами (22 жовтня 1918)
- Військовий орден Марії Терезії, лицарський хрест (21 грудня 1929)
- Пам'ятна військова медаль (Австрія) з мечами
- Почесний хрест ветерана війни з мечами
- Застібка до Залізного хреста
  - 2-го класу (1942)
  - 1-го класу (1943)
- Нагрудний знак підводника (8 січня 1943)